# Прелюдія до космосу
«Прелюдія до космосу» (англ. Prelude to Space) — науково-фантастичний роман Артура Кларка, написаний 1947 року. Вперше вийшов 1951 року на сторінках журналу Galaxy Science Fiction. Британські читачі отримали окреме видання в 1953 році, на наступний рік у США роман вийшов у твердій палітурці від видавництва «Gnome Press» і в м'якій обкладинці від «Ballantine Books».
У романі розповідається про вигадані події, що передували запуску «Прометея», першого в світі космічного корабля, здатного досягти Місяця. «Прелюдія до космосу» була написана до здійснення місії «Аполлон» з метою показати реалістичність польоту на Місяць в найближчій перспективі (хоча в романі перший політ на Місяць відбувся пізніше). В новій передмові до роману, написаній у 1976 році, Кларк зазначив, що у нього були пропагандистські цілі при написанні роману — він був впливовим членом Британського міжпланетного товариства в той час, коли ідея розвитку космонавтики була не дуже популярною.
Усі технології, представлені в романі, в принципі можливі, хоча ядерні двигуни для повітряних та космічних польотів ніколи не були реально розроблені, за винятком дослідних зразків.

## Сюжет
Основні події роману відбуваються в 1978 році. Головний герой, американський історик Дірк Алексон, прибуває до Лондона з дорученням написати офіційну історію першої місячної місії. Практично весь сюжет складається з того, що вчені, інженери і керівники «Британського міжпланетного товариства» показують доктору Алексону деталі запланованої місії і використовувані технології.
Паралельно Дірк дискутує з ученими на теми палеоконтакту, закономірності виходу людства в космос, надсвітлових польотів тощо.
Перед стартом «Прометея» відбувається спроба саботажу з боку містера Вілкса, якого вдається зупинити. Запуск відбувається успішно.
В епілозі, наприкінці XX століття, людство вже літало на Марс і готується відправити кораблі до Венери. Дірк, який не може повернутися на Землю через хворобу серця, живе на Місяці і згадує події більш ніж двадцятирічної давності, коли «Прометей» готувався до старту.

## Персонажі
- Дірк Алексон — історик, посланий до Лондона з метою написання історії польоту на Місяць.
- Мак-Ендрюс — спеціаліст зі зв'язків з громадськістю.
- Рей Коллінз — спеціаліст з надзвукової аеродинаміки.
- Професор Макстон — розробник ядерних двигунів «Прометея».
- Джефферсон Вілкс — бухгалтер, переконаний, що космічні польоти накличуть на людство прокляття. Намагався здійснити саботаж при запуску «Прометея», але був зупинений.